# Тизенгаузен, Карл Егорович
Барон Карл Егорович Тизенга́узен (1802—1887) — генерал-лейтенант, участник русско-турецкой войны 1828—1829 гг.
Происходил из дворян Санкт-Петербургской губернии, родился в 1802 г. и по окончании образования в частном учебном заведении поступил в 1816 в лейб-гвардии Егерский полк, через четыре года был произведён в прапорщики и оставался в гвардии до 1822 г., когда перевёлся штабс-капитаном сначала в Алексопольский егерский полк, затем, в 1823 году, в Рязанский пехотный полк.
Переведённый в 1827 году в Могилёвский пехотный полк, Тизенгаузен выступил на театр русско-турецкой войны 1828—1829 гг. За отличие при штурме 13 сентября 1828 года турецких укреплений под крепостью Варной награждён орденом св. Владимира 4-й степени с бантом.
В 1833 г. был назначен адъютантом к Витебскому генерал-губернатору князю Хованскому и вскоре переведён в лейб-гвардии Измайловский полк с оставлением в занимаемой должности, в 1834 году произведён в подполковники. В 1837 г. перешёл в корпус жандармов подполковником с назначением губернским штаб-офицером в Тверской губернии, а в следующем году переведен на ту же должность в Новгородскую губернию.
Произведённый в полковники, он в 1847 году был назначен начальником полицейского управления Петербургско-Московской железной дороги и 26 ноября 1848 года за беспорочную выслугу 25 лет в офицерских чинах был награждён орденом св. Георгия 4-й степени (№ 7980 по кавалерскому списку Григоровича — Степанова).
В 1852 г. Тизенгаузен снова вернулся на должность губернского штаб-офицера, на этот раз Вятской губернии, и в том же году был произведён в генерал-майоры. Пробыв три года на этой должности, Тизенгаузен был причислен к штабу корпуса жандармов, а с 1857 года — к министерству внутренних дел; в 1885 г. он был произведён в генерал-лейтенанты с зачислением в запас армейской кавалерии, где пробыл два года.
Умер 30 июня 1887 г.
У Карла Егоровича было два сына: Александр (?—1877, капитан артиллерии) и Константин (1825—1894). Его брат, Павел, был генерал-майором русской императорской армии и Сувалкским губернским воинским начальником.